# خربة الشونة (حيفا)
خربة الشونة إحْدى قرى فلسطين المهجرة بعد حرب 1948.

## نبذة تاريخية وجغرافية
تقع جنوب مدينة حيفا على بعد 32.5 كم منها، وترتفع 25م عن سطح البحر، عام 1931 بلغ عدد سكانها 1429 نسمة من ضمنهم سكان زخرون يعقوب التي أدرجت القرية تحتها في سنة 1922 أنشئت مستعمرة «بنيامينا» جنوب موقع القرية، ولكنها تمددت فيما بعد وأصبح جزء منها على أراضي القرية، و دمجت مع مستوطنة «نخالات جابوتنسكي» عام 1946. احْتُلّت القرية في 4-5-1948.

## خربة الشونة قبل سنة 1948
كانت خربة الشونة تقع عند السفح الجنوبي الغربي لجبل الكرمل، قريبة جداً من الطريق العام الساحلي. وكانت سكة حديد حيفا-تل أبيب تمر عبر الطرف الغربي للقرية. وكان اسمها الأصلي الشونة. في أواسط العشرينات، دُمجت القرية والتي كانت تُعرف في بادئ الأمر بـ (الشونة اليهودية). ثم عُرفت القرية الفلسطينية بعد ذلك بخربة الشونة. وقد صُنّفت القرية كمزرعة في (معجم فلسطين الجغرافي المفهرس) (Palestine Index Gazetteer).
عثر غرب القرية على حفريات قديمة في «تل مبارك» وهو موقع أثري أجرت الجامعة العبرية تنقيبات فيه خلال سنوات 1973-1976. ويعود تاريخ الطبقات الأربعة عشر للبقايا الأثرية، التي وُجدت، إلى أوائل الألف الثاني قبل الميلاد، وتمضي حتى العهود الرومانية والبيزنطية والصليبية، أي حتى القرن الثالث عشر بعد الميلاد. وكان في قمة هذا التل مقبرة تابعة لقرية جسر الزرقا الفلسطينية المجاورة [Stern 1978,1984].

## احتلالها وتهجير سكانها
كانت القرية، الواقعة على الامتداد الساحلي الذي اعتبرها القادة الصهاينة قلب الدولة اليهودية المستقبلية، عرضة لعمليات (التطهير) التي نُفّذت في الأسابيع الأولة من الحرب.
ففي أواسط آذار/مارس، وخلال نيسان /أبريل والنصف الأول من أيار/مايو 1948، نظمت قوات الهاجاناه والإرجون سلسلة من الغارات التي هدفت إلى طرد جميع السكان الفلسطينيين من المنطقة الساحلية الممتدة بين تل أبيب ومستعمرة زخرون يعقوب، جنوبي حيفا. واستناداً إلى المؤرخ الإسرائيلي بِني موريس، فإن قيادات الهاغاناه كانت تعتبر هذه المنطقة (قلب الدولة اليهودية الناشئة). وكانت الغارات تستهدف عادةً قرية أو قريتين في الوقت نفسه، وتنجح غالباً في التسبب بذعر سكان القرى المجاورة وحملهم على الفرار.
اختيرت العباسية (قضاء يافا) لتكون أول قرية تحتلها عصابة الإرغون في أثناء تنفيذ خطة الهاغاناه العامة هذه. وقد سقطت القرية في 4 أيار/مايو، وسيطرت قوات الإرغون عليها لمدة خمسة أسابيع كاملة، استناداً إلى (تاريخ الهاغاناه). فأنجزت الهاغاناه، في أواسط أيار/ مايو، هدفها (بتطهير) هذا القسم من السهل الساحلي من معظم سكانه العرب.

## المستعمرات الإسرائيلية على أراضي القرية
لا مستعمرات إسرائيلية على أراضي القرية. لكن مستعمرة بنيامينا، التي أُنشئت في سنة 1922 جنوبي الموقع، تمدّدت بحيث بات بعض أبنيتها قريباً جداً من التخوم الأصلية لأراضي القرية. وكانت قد دُمجت في مستعمرة نحالات جابوتنسكي (التي سميت بهذا الاسم تيمناً بفلاديمير جابوتنسكي، مؤسس الصهيونية التصحيحية) في سنة 1946.

## القرية اليوم
سُيّج الموقع، وحدّثت المنازل القليلة الباقية وحوّلت إلى مرافق سياحية. وينمو حول هذه المنازل بعض أشجار الكينا الباسقة والنخيل ونبات الصبّار.

## وصلات خارجية
- موقع فلسطين في الذاكرة نسخة محفوظة 27 مارس 2019 على موقع واي باك مشين.